# Gelon
Gelon (in uzbeco Gʻelon, Ғелон?, Gelon) è un insediamento di tipo urbano nel distretto di Shahrisabz della regione di Kashkadarya in Uzbekistan.
Il villaggio è stato fondato nel 1305. Gli abitanti del paese conservano ancora antichi usi e costumi. Fino alla metà del 2018, i turisti stranieri non potevano visitare questo insediamento a causa del regime speciale di confine.

## Geografia
Gelon si trova nella parte meridionale dell'Uzbekistan nel bacino del Kashka Darya, sul versante occidentale dei monti Pamir-Alaj. Il clima è continentale, secco e in alcuni punti subtropicale.
Il territorio si trova al confine tra Uzbekistan e Tagikistan, a 80 chilometri da Shahrisabz. L'abitato è circondato su tutti i lati da alte montagne, che raggiungono un'altitudine di oltre 4 000 metri a est. Questo è uno dei villaggi di montagna più alti dell'Uzbekistan. È accessibile percorrendo una tortuosa ma pittoresca strada sterrata di montagna con numerose serpentine.
Gelon si trova ad un'altitudine di 2 600 metri sul livello del mare. Nelle vicinanze del paese non ci sono appezzamenti pianeggianti dove è possibile utilizzare il trattore, e i contadini sono costretti a coltivare a mano campi di patate su ripidi pendii montuosi che raggiungono i 40 gradi, utilizzando aratri imbrigliati da una coppia di tori o asini. I frutteti sono coltivati anche su pendii ripidi e gole fluviali. L'agricoltura è agevolata da un'estesa rete irrigua di canali artificiali posti sulle pendici delle montagne per decine di chilometri.

## Storia
Gli abitanti di Gelon sono di origine tagika. Qui sono sepolti i Mazaorni, che combatterono per la religione islamica in Asia centrale. Nella seconda guerra mondiale, più di 88 persone andarono al fronte dal villaggio di Gelon, di cui solo un paio di persone. Vicino all'insediamento ci sono molti altri insediamenti di tipo urbano: qui vivono anche Kul, Sarchashma, Shut, tagiki e uzbeki.
All'inizio del XX secolo, quando iniziò la rivoluzione, i bosmachi arrivarono nel villaggio, che resistette agli invasori sovietici. I residenti dell'insediamento sono di religione musulmana.

## Turismo
Vicino al villaggio di Gelon, si erge fino a raggiungere un'altitudine di 4 080 metri sul livello del mare una montagna popolare fra i turisti. Anche nel villaggio è possibile visitare la cascata Suvtushar, alta 40 metri, una delle più spettacolari del paese.
Non ci sono altri luoghi in Uzbekistan dove, nella disposizione delle case, il secondo piano della casa è residenziale e il primo piano è utilizzato per l'allevamento del bestiame. La stessa architettura è usata in Tibet e negli altopiani del Nepal.
Ci sono diversi autobus turistici e taxi che collegano Gelon da Shahrisabz. Fino al 1989 era raggiungibile in elicottero.

## Politica
Dal 2021 sono iniziate le elezioni per la carica di sindaco. Jabborov Safarmurod Sattorovich ha vinto le elezioni principali, ha ricevuto oltre l'80% dei voti dai residenti.

## Istruzione
Ci sono due scuole nel villaggio: una per bambini dalle classi 1-4, e una per le classi 5-11. I bambini, dopo aver studiato nel villaggio, devono viaggiare in città per ricevere un'istruzione superiore.